# تایمر بازه‌ای برنامه‌پذیر
در محاسبات و در سیستم های تعبیه‌شده، یک تایمر بازه ای قابل برنامه‌ریزی (PIT) شمارنده‌ای است که وقتی به تعداد برنامه‌ریزی شده برسد، سیگنال خروجی تولید می‌کند. سیگنال خروجی ممکن است باعث وقفه شود. 

## ویژگی های مشترک
PIT ها ممکن است تک‌بار یا دوره‌ای باشند. تایمرهای تک‌بار فقط یک بار سیگنال می دهند و سپس شمارش را متوقف می‌کنند. تایمرهای دوره‌ای هر بار که به یک مقدار خاص می‌رسند سیگنال می‌دهند و سپس مجدداً راه اندازی می‌شوند، بنابراین سیگنالی در فواصل دوره‌ای تولید می کنند. تایمرهای دوره‌ای معمولاً برای فراخوانی فعالیت هایی استفاده می‌شوند که باید در فواصل زمانی منظم انجام شوند.
شمارنده‌ها معمولاً با فواصل ثابت برنامه‌ریزی می‌شوند که تعیین می‌کنند شمارنده بعد از چه مدت شمارش کردن سیگنال خروجی دهد.

## سازگاری با آی‌بی‌ام پی‌سی
Intel 8253 PIT دستگاه زمان‌بندی اولیه‌ای بود که در آی‌بی‌ام پی سی-سازگار ها به کار گرفته شد. از یک سیگنال ساعت 1.193182 مگاهرتزی (یک سوم فرکانسِ colorburst مورد استفاده توسط NTSC، یک دوازدهم نوسانگر کریستالی ساعت سیستم،  بنابراین یک چهارم ساعتِ پردازنده مرکزیِ 4.77 مگاهرتزی) استفاده می‌کرد و شامل سه تایمر بود. تایمر 0 توسط مایکروسافت ویندوز (تک پردازنده) و لینوکس به عنوان تایمر سیستم استفاده می‌شد، تایمر 1 در گذشته برای تازه کردن حافظه با دسترسی تصادفی پویا و تایمر 2 برای بلندگوی پی‌سی استفاده می‌شد.
LAPIC در سیستم های جدید اینتل یک تایمر با وضوح بالاتر (یک میکروثانیه) ارائه می‌دهد. LAPIC در هسته لینوکس از 2.6.18 به بعد به تایمر PIT ترجیح داده می‌شود.